# Зелёная Роща (Лениногорский район)
Зелёная Роща — село (с 1949 по 2004 г. — посёлок городского типа) в Лениногорском районе Татарстана. Центр муниципального образования сельское поселение Зеленорощинское.

## География
Село расположено на реке Шешма, в 37 км к юго-западу от г. Лениногорск.

## История
Основано в середине 1940-х годов как посёлок при Шугуровском нефтепромысле. С 24.12.1949 статус посёлка городского типа. До 1955 г. входило в состав Шугуровского района, затем Лениногорском.

## Население
| 1959 | 1970  | 1979 | 1989 | 2002 | 2003 | 2004 |
| ---- | ----- | ---- | ---- | ---- | ---- | ---- |
| 1305 | ↘1105 | ↘706 | ↘672 | ↗822 | ↘700 | ↗800 |
| 2012 |       |      |      |      |      |      |
| ↘782 |       |      |      |      |      |      |

Национальный состав по переписи 1989: татары — 66,5 %, русские — 15,9 %, мордва — 14,1 %.

## Инфраструктура
Село находится недалеко от границы с Самарской областью. В окрестностях поселения развита традиционная нефтедобыча. В селе имеются средняя образовательная школа, детский сад, дом культуры, библиотека, мечеть.